# Euphaedra meruensis
Euphaedra meruensis är en fjärilsart som beskrevs av Carpenter 1935. Euphaedra meruensis ingår i släktet Euphaedra och familjen praktfjärilar. Inga underarter finns listade i Catalogue of Life.